# Mejnušové z Prus
Mejnušové z Prus, zváni též Majnušové z Mlékovic, Mejlic a Prus, jsou prastarý vladycký rod stejného původu s českým rodem z Mlékovic u Zásmuk. Členové moravské větve rodu působili v počátcích jako purkrabí biskupského hradu Melice. Přídomek získali podle (Moravských) Prus, kde byli poprvé doloženi k roku 1415.

## Erb rodu

Moderní rekonstrukce erbu rodu Mejnušů z Prus

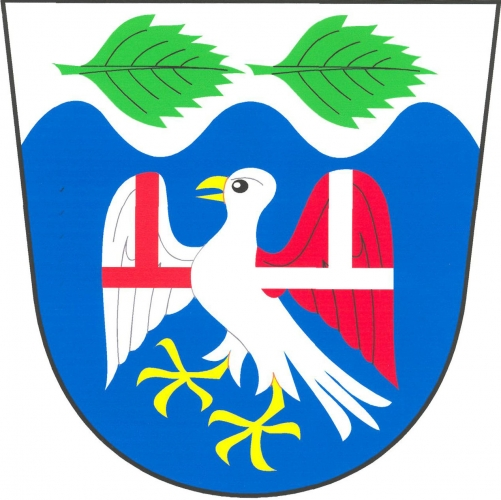
Znak Březnice, kdysi sídla Majnušů z Březnice

Ve znaku měli dle Pilnáčka na modrém štítě stříbrného vzletujícího sokola. August Sedláček se domníval, že se jednalo spíše o holuba hřivnáče. Podle nedávných průzkumů erbů v Náměšti nad Oslavou se jednalo jednoznačně o dravce.

## První zmínka
Zakladatelem rodu je Mejnuš (Majnuš) z Mlékovic, o kterém čteme v kronice Mlékovic
- Rodové jméno osady, původně Mlekovici, svědčí o osadě starobylé. Jméno její ozývá se již r. 1287, kdy Majnuš z Mlékovic obdržel pro chrám P. Marie ve vsi své Košicích od biskupa Tobiáše z Bechyně odpustky. Týž Majnuš svědčil r. 1289 při vysazení mlýna kravarského a byl zajisté předkem zemanů stejného původu se Zásmuckými, kteří potom od 14. století seděli na tvrzi zdejší. Jiný Majnuš z Mlékovic přikoupil r. 1369 od Ješka ve Chvatlině dvůr kmetcí s platy a s lesem v Nesměni, což r. 1390 drželi synové jeho Bušek, Majnuš a Jan z Mlékovic; díl vsi měl současně Vavřinec z Mlékovic.

## Rekonstrukce rodokmenu Mejnušů z Mlékovic, Mejlic a Prus

### I. generace a její rozrod v Čechách
Mejnuš z Mlékovic, připomínaný roku 1287 v Mlékovicích ve středních Čechách, byl zakladatelem rozvětveného rodu Mejnušů (Majnušů). Jeho potomstvo v Čechách sídlilo kromě tvrze v Mlékovicích též na tvrzích v Chvatlíně a v jihočeské Březnici.

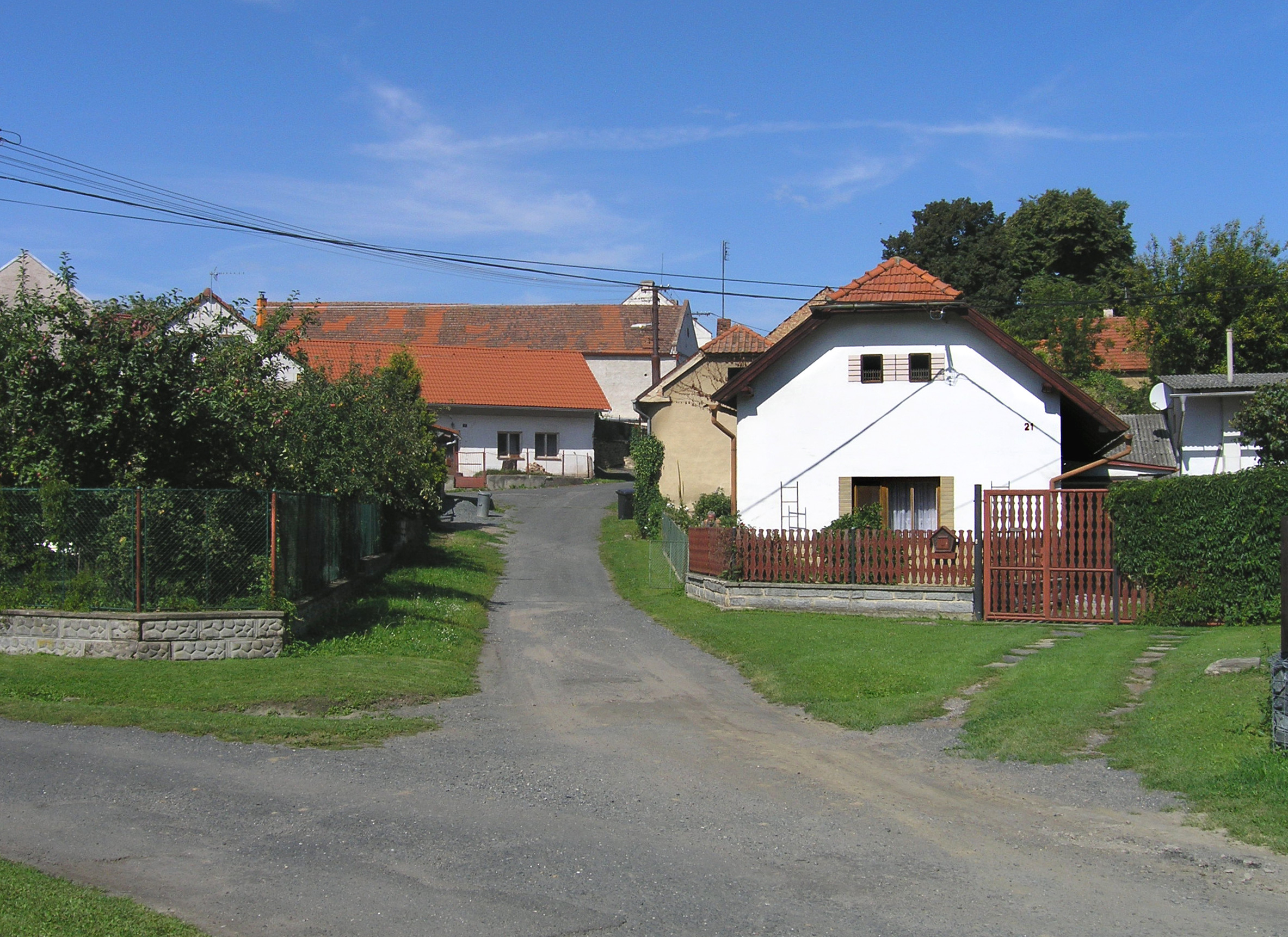
Mlékovice, kolébka rodu Mejnušů z Prus.

- Mlékovice, kolébka rodu Mejnušů z Prus.Majnušové z Chvatlína. V Chvatlíně (Dolních Chvatlinách) je doložen ve druhé polovině 14. století Vavřinec z Mlékovic, za kterého byla nejspíše postavena tvrz, na které sídlili i jeho synové Soběn a Vesel.[4]

- Majnušové z Březnice. Někdy před r. 1388 získal Březnici Majnuš, zakladatel rytířského rodu Majnušů z Březnice. Za Majnušů hrála březnická tvrz významnou roli. Petr Majnuš, připomínaný v letech 1412–1449, náležel ke straníkům husitského Tábora, kde jeho bratr Velek z Březnice zastával dokonce funkci hejtmana (jako takový je označován v letech 1427 a 1429). Březnická tvrz se stala základnou ozbrojené družiny, která odtud škodila nepřátelům táboritů – zejména budějovickým měšťanům. Jiří Majnuš, připomínaný poprvé r. 1450, byl zase odpůrcem mocného Oldřicha z Rožmberka. Majnušové vlastnili Březnici někdy do devadesátých let 15. století.[5]

### II. generace – příchod rodu na Moravu
Mejnuš z Mlékovic, první člen moravské větve rodu, se připomíná roku 1365 v Radosticích u Brna.

### III. generace – spříznění s panskými rody
Mejnuš z Mlékovic a Mejlic, řečený Němec, připomínaný roku 1377 jako purkrabí biskupského hradu v Mejlicích na Vyškovsku. Byl prvním významným členem rodu na Moravě. Od roku 1373 je připomínán též na Slavíkovicích. Jeho první manželkou byla Anna, druhou Anežka, sestra Bočka z Hrádku. Jeho dcera Anna se provdala za Hynka Brtnického z Valdštejna a přes ni se rod spříznil s pány z Pernštejna a pány ze Sovince.

### IV. generace – vzrůst majetku a prestiže rodu
Vznata z Mlékovic, Mejlic a Prus, připomínaný roku 1389 v Mejlicích (Melicích) a roku 1415 v nedalekých Prusích. Jeho manželkou byla Eliška z Ketře. Od roku 1406 vlastnil též Vážany a od roku 1407 Tlustomasty.
- Hanuš, kněz v Kvasicích
- Markéta a Magdalena, jeptišky v klášteře v Pustiměři
- Kateřina, manželka Hanuše z Ledec
- Eliška, manželka Artléb z Vetéřova
- Herš z Mlékovic a Mejlic
- Anna, manželka Hynka Brtnického z Valdštejna

### V. generace – zenit rodu
Mejnuš z Prus, připomínaný v letech 1464-66 v Prusích. Roku 1476 přikoupil k statkům Šumice.
- Jeho bratr Vznata je od roku 1448 připomínán jako majitel hradu v Náměšti nad Oslavou. Vznatova dcera Eliška se provdala za moravského zemského hejtmana Ctibora Tovačovského z Cimburka.
- Jeho sestra Anna z Prus se provdala za Jiřího z Menspeku a Hluku, otce Jana z Menspeku a Helfštýna, loupeživého rytíře.

### VI. generace – ústup ze slávy

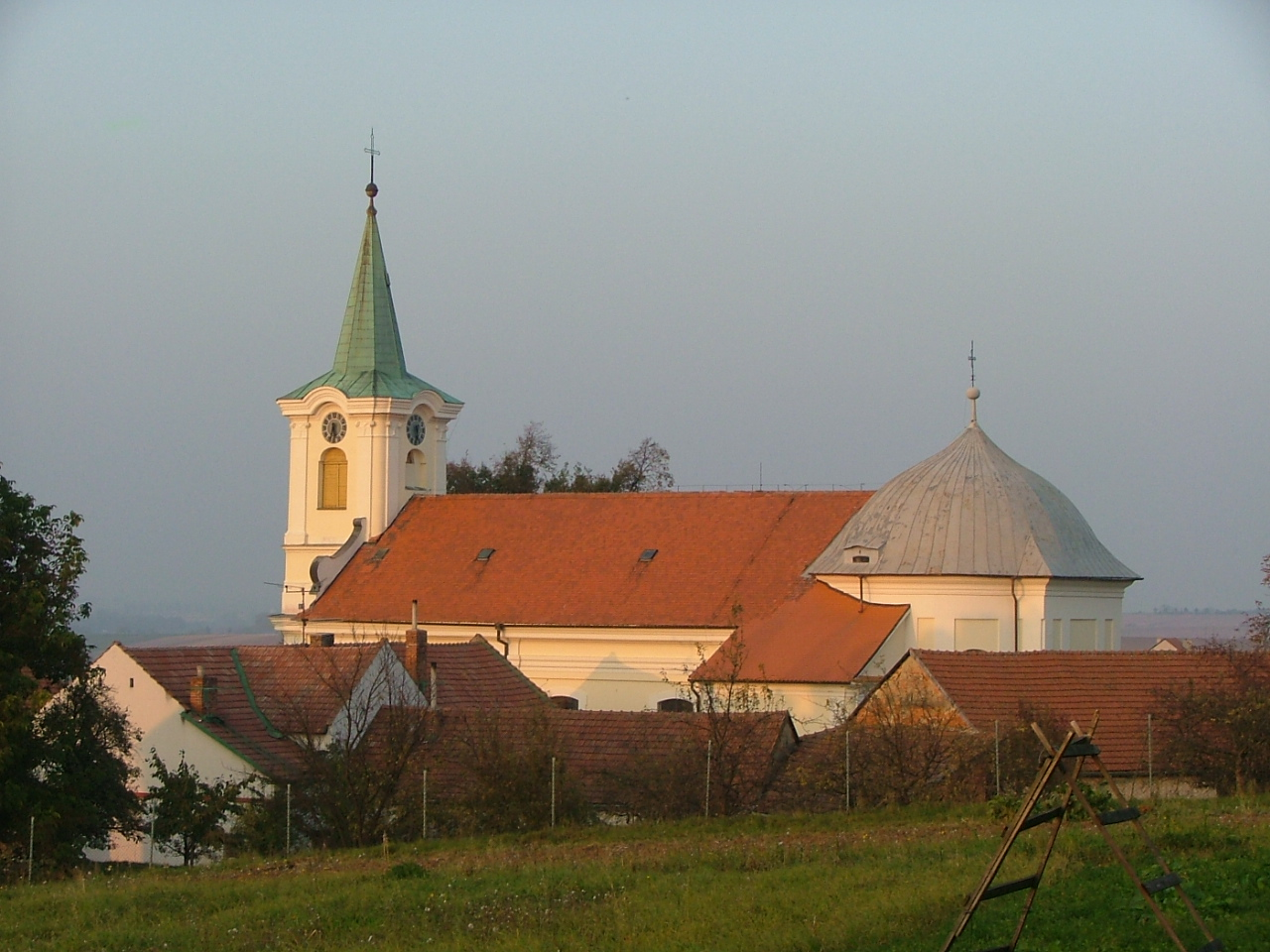
Moravské Prusy, sídlo Mejnušů z Prus

- Moravské Prusy, sídlo Mejnušů z PrusHereš z Prus, připomínaný roku 1481. Jeho manželkou byla Machna z Volfenberka.
- Václav z Prus, připomínaný roku 1456.
- Znata z Mejlic, připomínaný roku 1482

### VII. generace – poslední zmínky
- Vznata z Prus, připomínaný v letech 1495 a 1501

## Osud rodu na prahu novověku
Mejnušům z Prus se přihodilo to, co jejich příbuzným Zásmuckým ze Zásmuk a mnohým dalším šlechtickým rodům. Zchudli a byli nuceni své statky odprodat. Mnozí se pak začali živit drobným podnikáním jako sklářští huťmistři či hamerníci.

## Místa spojená s rodem
- Mlékovice, Chvatlín, Březnice
- Melice, Prusy, Pustiměř
- Radostice, Podbeřec,Topolany, Slavíkovice, Drysice, Vážany, Tlustomasty, Násedlovice, Šumice
- Náměšť nad Oslavou

## Příbuzenstvo
Spojili se s Brtnickými z Valdštejna a jejich prostřednictvím s pány z Pernštejna a s pány ze Sovince.